# Episodi di Scuola di football (terza stagione)
La terza stagione della serie televisiva Scuola di football è stata trasmessa in anteprima negli Stati Uniti d'America dalla HBO nel corso del 1987.
| nº | Titolo originale             | Titolo italiano | Prima TV USA     | Prima TV Italia |
| -- | ---------------------------- | --------------- | ---------------- | --------------- |
| 1  | Ernie's Last Quarter         |                 | 5 agosto 1987    |                 |
| 2  | A Second Chance Once Removed |                 | 12 agosto 1987   |                 |
| 3  | A Loaded Gun                 |                 | 19 agosto 1987   |                 |
| 4  | The Comeback Trail           |                 | 26 agosto 1987   |                 |
| 5  | Illegal Use of Love          |                 | 2 settembre 1987 |                 |
| 6  | The Bulls Change Hands       |                 | 9 settembre 1987 |                 |
| 7  | A Mutiny on the Bull Team    |                 | 7 ottobre 1987   |                 |
| 8  | The Brink of Death           |                 | 4 novembre 1987  |                 |
| 9  | Call for the Hall            |                 | 1987             |                 |
| 10 | Blood on Blood               |                 | 1987             |                 |
| 11 | Land of the Free             |                 | 1987             |                 |
| 12 | Of Scalpers and Superstars   |                 | 1987             |                 |
| 13 | Championship Games Jinx      |                 | 1987             |                 |